# Saint-Georges-du-Bois (Sarthe)
Saint-Georges-du-Bois és un municipi francès situat al departament del Sarthe i a la regió de País del Loira. L'any 2007 tenia 1.783 habitants.

## Demografia

### Població
El 2007 la població de fet de Saint-Georges-du-Bois era de 1.783 persones. Hi havia 668 famílies de les quals 112 eren unipersonals (44 homes vivint sols i 68 dones vivint soles), 272 parelles sense fills, 268 parelles amb fills i 16 famílies monoparentals amb fills.
La població ha evolucionat segons el següent gràfic:
Habitants censats

### Habitatges
El 2007 hi havia 711 habitatges, 678 eren l'habitatge principal de la família, 5 eren segones residències i 28 estaven desocupats. 700 eren cases i 11 eren apartaments. Dels 678 habitatges principals, 594 estaven ocupats pels seus propietaris, 80 estaven llogats i ocupats pels llogaters i 4 estaven cedits a títol gratuït; 1 tenia una cambra, 18 en tenien dues, 61 en tenien tres, 183 en tenien quatre i 415 en tenien cinc o més. 563 habitatges disposaven pel capbaix d'una plaça de pàrquing. A 225 habitatges hi havia un automòbil i a 415 n'hi havia dos o més.

### Piràmide de població
La piràmide de població per edats i sexe el 2009 era:
| Homes | Edats   | Dones |
| ----- | ------- | ----- |
| 0     | 95 o +  | 0     |
| 0     | 90 a 94 | 0     |
| 8     | 85 a 89 | 8     |
| 4     | 80 a 84 | 12    |
| 20    | 75 a 79 | 8     |
| 32    | 70 a 74 | 36    |
| 24    | 65 a 69 | 32    |
| 40    | 60 a 64 | 20    |
| 56    | 55 a 59 | 64    |
| 80    | 50 a 54 | 88    |
| 84    | 45 a 49 | 88    |
| 96    | 40 a 44 | 60    |
| 56    | 35 a 39 | 76    |
| 48    | 30 a 34 | 64    |
| 28    | 25 a 29 | 32    |
| 56    | 20 a 24 | 36    |
| 64    | 15 a 19 | 64    |
| 64    | 10 a 14 | 88    |
| 84    | 5 a 9   | 56    |
| 32    | 0 a 4   | 52    |

## Economia
El 2007 la població en edat de treballar era de 1.190 persones, 864 eren actives i 326 eren inactives. De les 864 persones actives 821 estaven ocupades (420 homes i 401 dones) i 43 estaven aturades (17 homes i 26 dones). De les 326 persones inactives 152 estaven jubilades, 112 estaven estudiant i 62 estaven classificades com a «altres inactius».

### Ingressos
El 2009 a Saint-Georges-du-Bois hi havia 684 unitats fiscals que integraven 1.843 persones, la mediana anual d'ingressos fiscals per persona era de 20.211 €.

### Activitats econòmiques
Dels 39 establiments que hi havia el 2007, 2 eren d'empreses extractives, 2 d'empreses alimentàries, 1 d'una empresa de fabricació d'altres productes industrials, 7 d'empreses de construcció, 7 d'empreses de comerç i reparació d'automòbils, 3 d'empreses de transport, 2 d'empreses d'hostatgeria i restauració, 1 d'una empresa d'informació i comunicació, 2 d'empreses financeres, 1 d'una empresa immobiliària, 1 d'una empresa de serveis, 6 d'entitats de l'administració pública i 4 d'empreses classificades com a «altres activitats de serveis».
Dels 8 establiments de servei als particulars que hi havia el 2009, 1 era un paleta, 3 guixaires pintors, 2 perruqueries, 1 restaurant i 1 saló de bellesa.
Dels 3 establiments comercials que hi havia el 2009, 1 era un supermercat i 2 fleques.
L'any 2000 a Saint-Georges-du-Bois hi havia 15 explotacions agrícoles que ocupaven un total de 402 hectàrees.

## Equipaments sanitaris i escolars
L'únic equipament sanitari que hi havia el 2009 era una farmàcia.
El 2009 hi havia una escola elemental.

## Poblacions més properes
El següent diagrama mostra les poblacions més properes.